# Штуде, Георг Иоганн
Георг Иоганн Штуде (1839—1919) — эстонский кондитер.

## Биография
Родился 15 марта (27 марта по новому стилю) 1839 года в Нарве в семье пекаря Иоганна Георга Штуде и его жены Вильгельмины.
Георг Иоганн по примеру отца начал работал в Нарве кондитером. 16 мая 1864 года он купил принадлежащую Конраду Реперу кондитерскую на улице Pikal в Таллине. В 1876 году он также приобрёл соседний двухэтажный дом на углу улиц Пикк и Пюхавайму и в течение трёх месяцев перестроил эти два дома в один большой. Георг Иоганн Штуде считается родоначальником таллинского кафе «Maiasmoka» («Сладкоежка»).
Продукция кондитерской Штуде поставлялась ко двору русского царя в Санкт-Петербурге, а также в другие части России и Западной Европы. В качестве признания его кондитерских изделий, Георгом Штуде были получены награды с нескольких выставок.
В 1912 году управление предприятияем взял на себя сын Георг Фердинанд Штуде (1867—1933).
Умер Георг Иоганн Штуде 30 декабря 1919 года в Таллине.